# Heliconius exornata
Heliconius exornata är en fjärilsart som beskrevs av Riffarth 1907. Heliconius exornata ingår i släktet Heliconius och familjen praktfjärilar. Inga underarter finns listade i Catalogue of Life.